# Шавнабадский монастырь
Шавнабадский монастырь во имя великомученика святого Георгия, также часто именуемый Шавнабада — мужской монастырь Грузинской православной церкви, расположенный в Гардабанском муниципалитете вблизи села Квемо-Телети на вершине горы Телети, в южном пригороде Тбилиси.
Монастырь построен в XVIII веке, возможно на основании более старой постройки. С середины XVIII века он управлялся Армянской апостольской церковью, после советизации Грузии был изъят у церкви.
В позднесоветское время монастырь использовался как культурный и досуговый центр для молодёжи, на его территории был построен комсомольский городок имени Бориса Дзнеладзе. С 1989 по 1995 годы комсомольский городок служил базой отрядов «Мхедриони».
В 1992 был передан Грузинской православной церкви, после освящения католикосом-патриархом Илией II вновь функционировал как мужской монастырь.